# Dactylochelifer minor
Dactylochelifer minor är en spindeldjursart som beskrevs av Selvin Dashdamirov och Wolfgang Schawaller 1995. Dactylochelifer minor ingår i släktet Dactylochelifer och familjen tvåögonklokrypare. Inga underarter finns listade i Catalogue of Life.